# William Hope (attore)
William Hope (Montréal, 2 marzo 1955) è un attore canadese.

## Biografia
Suo fratello Barclay è anch'egli un attore.

## Filmografia parziale

### Cinema
- Aliens - Scontro finale (Aliens), regia di James Cameron (1986)
- Hellbound: Hellraiser II - Prigionieri dell'Inferno (Hellbound: Hellraiser II), regia di Tony Randel (1988)
- Vite sospese (Shining Through), regia di David Seltzer (1992)
- xXx, regia di Rob Cohen (2002)
- Sky Captain and the World of Tomorrow, regia di Kerry Conran (2004)
- Submerged - Allarme negli abissi (Submerged), regia di Anthony Hickox (2005)
- Detonator - Gioco mortale (The Detonator), regia di Po-Chih Leong (2006)
- Dark Floors, regia di Pete Riski (2008)
- Sherlock Holmes, regia di Guy Ritchie (2009)
- Captain America - Il primo Vendicatore (Captain America: The First Avenger), regia di Joe Johnston (2011)
- Dark Shadows, regia di Tim Burton (2012)
- Spiders 3D, regia di Tibor Takács (2013)
- Slumber - Il demone del sonno (Slumber), regia di Jonathan Hopkins (2017)
- Il ricevitore è la spia (The Catcher Was a Spy), regia di Ben Lewin (2018)
- Non aprite quella porta, regia di David Blue Garcia (2022)
- The Son, regia di Florian Zeller (2022)
- Bagman, regia di Oz Perkins (2024)

### Televisione
- Avenger, regia di Robert Markowitz – film TV (2006)
- L'ispettore Barnaby (Midsomer Murders) – serie TV, episodio 10x02 (2007)
- Miss Marple (Agatha Christie's Marple) – serie TV, episodio 6x03 (2013)

## Doppiatori italiani
Nelle versioni in italiano delle opere in cui ha recitato, William Hope è stato doppiato da:
- Luca Biagini in Aliens - Scontro finale
- Tonino Accolla in Hellbound: Hellraiser II - Prigionieri dell'Inferno
- Angelo Nicotra in Sherlock Holmes, Non aprite quella porta
- Gerolamo Alchieri in Dark Shadows
- Antonio Palumbo in Slumber - Il demone del sonno
- Marco Mete in The Walker
- Gianni Giuliano in Deep State
- Antonio Sanna in Bagman
- Giorgio Locuratolo in Black Doves
- Edoardo Siravo in Eric